# Steve Chen
Steve Chen (陳士駿), * 25. srpna 1978 v Tchaj-peji na Tchaj-wanu) je spoluzakladatelem serveru YouTube a firmy AVOS Systems, Inc. Napsal aplikaci pro publikování videí MixBit, v roce 2014 nastoupil do Google Ventures.

## Obchodní kariéra
Steve Chen byl zaměstnancem finanční firmy PayPal, kde poprvé potkal Chada Hurleyho a Jaweda Karima. Steve Chen byl také zaměstnancem Facebooku. Po několika měsících odešel a v roce 2005 spolu s Chadem Hurleym a Jawedem Karimem založili YouTube, kde měl Steve Chen pozici hlavního technika. V červnu 2006 byl Steve Chen časopisem Business 2.0 vyhlášen jako jeden z „50 lidí, na kterých teď v byznysu záleží“. 16. října 2006 Steve Chen a Chad Hurley prodali YouTube Googlu za 1,65 miliard USD. Steve Chen obdržel 625 366 akcií Googlu plus dalších 68 721.

## Mladá léta a vzdělání
Když mu bylo osm let, on a jeho rodina imigrovali do Spojených států amerických a usadili se v Prospect Heights v Illinois. Po dokončení druhého stupně základní školy v Mount Prospectu absolvoval první ročník střední školy v Arlington Heights a další tři ročníky v Illinois Mathematics and Science Academy ve městě Aurora v Illinois. Na Univerzitě Illinois v Urbana Champaign studoval počítačovou vědu. Absolvoval v roce 2002.

## Osobní život
Steve Chen se oženil s Park Ji-hyun, která se teď jmenuje Jamie Chen. Od roku 2009 pracovala jako manažerka marketingu produktů Googlu Korea. Se svými dvěma dětmi žijí v San Franciscu. Chenovi jsou významní podporovatelé Asian Art Museum of San Francisco, kde byla Jamie v červenci 2012 jmenována členkou dozorčí rady.